# Новоклейка
Новоклейка — деревня в Ардатовском районе Мордовии. Входит в состав Силинского сельского поселения.

## История
В «Списке населённых мест Симбирской губернии» (1863 г.) Новоклейка значится деревней удельной из 24 дворов Ардатовского уезда. В 1928 году при районировании получила современное название.

## Население
| 2002 | 2010 |
| ---- | ---- |
| 1    | →1   |